# Ulica Daleka w Warszawie
Ulica Daleka – ulica w dzielnicy Ochota w Warszawie. Biegnie od ulicy Grójeckiej do ulicy Raszyńskiej. 

## Historia
Po raz pierwszy pojawia się jako uliczka bez nazwy na planie z 1886 roku, pod obecną nazwą w 1896 r.
Przed końcem XIX wieku posiadała zwartą zabudowę. Były to skromne domy drewniane i murowane, zazwyczaj parterowe; dwa piętra liczył jedynie dom pod nr. 9 u zbiegu z ulicą Tarczyńską.
Krótko przed 1900 rokiem nastąpiło budowlane ożywienie; powstało kilka murowanych, dwupiętrowych kamienic czynszowych. U zbiegu z ulicą Grójecką, pod nr. 13 w roku 1904 wybudowano dla Szlamy Książenickiego czteropiętrową kamienicę o eklektycznym wystroju, zapóźnionym w stosunku do czasu jej powstania.
Z obiektów przemysłowych należy wymienić zabudowania Fabryki Urządzeń Zdrowotnych pod nr. 3, wybudowane w roku 1914.
Przedwojenna Daleka była uliczką brukowaną, oświetloną gazowymi latarniami, o zwartej zabudowie obu pierzei.
Zagładę ulicy przyniósł rok 1944 – wypalonych zabudowań nigdy nie odbudowano, zaś najdłużej, bo do lat 70., utrzymały się zabudowania Fabryki Urządzeń Zdrowotnych.
Przy skrzyżowaniu z ulicą Tarczyńską znajduje się tablica Tchorka upamiętniająca grupę 17 cywilów zamordowanych przez Niemców 3 sierpnia 1944 w trakcie pacyfikacji Ochoty.